# Макилтио (Вашингтон)
Макилтио (енгл. Mukilteo) град је у америчкој савезној држави Вашингтон. По попису становништва из 2010. у њему је живело 20.254 становника.

## Демографија
Према попису становништва из 2010. у граду је живело 20.254 становника, што је 2.235 (12,4%) становника више него 2000. године.
| Група             | 2000.          | 2010.          |
| Белци             | 14.523 (80,6%) | 14.650 (72,3%) |
| Афроамериканци    | 266 (1,5%)     | 346 (1,7%)     |
| Азијати           | 1.977 (11,0%)  | 3.457 (17,1%)  |
| Хиспаноамериканци | 522 (2,9%)     | 882 (4,4%)     |
| Укупно            | 18.019         | 20.254         |